# Ofensiva de Kerensky
A Ofensiva de Kerensky ocorreu entre junho e julho de 1917 e foi a última ofensiva russa durante a Primeira Guerra Mundial. Teve como objetivo evitar a passagem das tropas das Potências Centrais à Frente Ocidental antes da chegada das forças estadunidenses, que deveriam dar vantagem à Tríplice Entente, e também retomar a disciplina e o moral das tropas russas, muito debilitadas após a Revolução de Fevereiro e pelas penalidades sofridas na guerra.
O regime czarista havia se comprometido com os Aliados em participar de uma nova ofensiva conjunta em 1917. Inicialmente, esta havia sido planejada para o começo do ano, porém as necessidades militares das forças britânicas e a recusa dos russos em combater no meio do inverno atrasaram as operações até a primavera. Porém, o grande número de baixas, o desânimo das tropas e também as medidas democratizadoras do novo governo que enfraqueceram a antiga disciplina militar levaram à desorganização do exército russo, impedindo seu envolvimento nas operações da primavera. O governo, os comandantes e a maioria dos partidos políticos — incluindo os socialistas moderados que controlavam o Soviete de Petrogrado e a maior parte dos comitês militares das frentes de combate —, convencidos da necessidade de realizar uma nova ofensiva, prepararam esta para o verão, dificultados pela grande oposição dos soldados e operários em realizar novos ataques.
A ofensiva deu-se finalmente no início de julho, e apesar dos êxitos iniciais, logo fracassou por conta da falta de apoio e disciplina dos soldados, os quais se recusaram a participar da ofensiva ou se retiraram após o início das operações. Apesar de estarem em desvantagem bélica e numérica, as Potências Centrais contra-atacaram e conseguiram recuperar o território perdido, avançar até Ternopil e desorganizar todo o frente sudoeste, que era mantido pelos russos com extrema dificuldade. A ofensiva resultou em um fracasso político e militar: não obteve êxito em retomar a ordem e a disciplina do exército, desencadeou uma série de protestos na capital, favoreceu a desagregação das unidades militares, desgastou o pouco prestígio militar da Rússia ante os franceses e os britânicos e resultou em novas perdas de território, além de ter favorecido uma polarização política que desgastou o Governo Provisório e favoreceu os setores extremistas de esquerda e direita.

## Antecedentes

### Compromisso com os Aliados

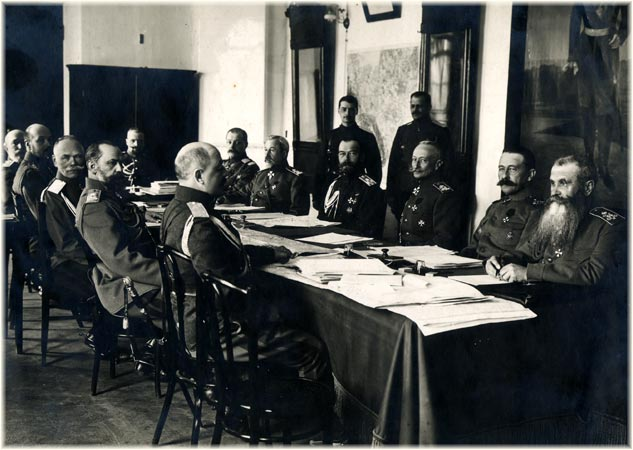
Reunião do alto escalão militar russo em 1916

Em 18 de dezembro de 1916, os comandantes russos das distintas frentes de combate se reuniram na sede do alto escalão em Mogilev para discutir sobre a próxima ofensiva dos Aliados. Os militares rejeitaram os planos de uma ofensiva para fevereiro do ano seguinte, embora os representantes russos tenham permitido sua aprovação na conferência aliada em Chantilly, na qual foi decidida a data para o próximo ataque. Segundo os generais russos, o inverno, estação do ano em que se encontravam, fazia com que fosse impossível a realização de uma operação de grande porte na Frente Oriental, e o exército tampouco estava preparado para realizar uma ofensiva. A maioria dos militares russos defendeu o adiamento da ofensiva até maio, quando deveriam chegar as baterias da artilharia britânica, consideradas essenciais para o êxito da campanha; decidiu-se também realizar uma profunda reorganização das unidades militares russas, o que deveria proporcionar uma maior capacidade de manobra para o exército, ainda que isto também impedisse a realização de uma ofensiva imediata. Apesar das exigências dos Aliados, os generais presentes decidiram que suas unidades simplesmente apoiariam uma possível ofensiva em outras frentes mediante operações limitadas e adiariam qualquer operação de grande porte para o verão. Após longas discussões, a frente sudoeste foi escolhida para a realização do ataque principal.
A relativa ausência de tropas alemãs nessa zona (52 000 de um total de 260 000) e a concentração das tropas russas próximas à frente romena facilitavam o ataque nesta região. O plano incluía o avanço dos 7º, 8º e 11º exércitos desde Lviv-Sighetu Marmației, reforçados com unidades da frente romena. Para apoiar este ataque e evitar um socorro inimigo, seriam realizados ataques menores em outras frentes: na Frente Ocidental se lançaria uma ofensiva menor até Vilna; na frente setentrional, até Riga; e, na frente romena, até Dobruja. O czar aprovou este plano do chefe do Estado-Maior do Exército Russo, general Mikhail Alekseyev, em 24 de janeiro de 1917.
O comandante da frente sudoeste, general Aleksei Brusilov, reuniu ainda em janeiro os chefes dos três exércitos que participariam da ofensiva para planejar as operações de cada um: o 7º Exército realizaria o ataque principal mediante um avanço em direção ao noroeste até Lviv, o 11º Exército teria o mesmo objetivo, porém avançaria na direção oeste; o Exército Especial continuaria avançando até Vladimir-Volinski e Kovel, enquanto as tropas de assalto do 8º Exército ao longo dos Cárpatos iriam apoiar a frente romena quando esta se unisse ao ataque. Este foi o plano aplicado durante a ofensiva no verão, apesar da exclusão da participação do Exército Especial nas operações.
Na conferência entre os Aliados ocorrida em Petrogrado em fevereiro — a primeira ocorrida em território russo —, foi acordado o adiamento da principal ofensiva aliada para a primavera, devendo ser levada a cabo no mês de abril. Esta mudança se deu não só pela insistência dos russos em adiar a campanha, mas também pelas necessidades militares dos franceses e britânicos, resultante de alterações nos planos do comandante francês, general Robert Nivelle.

### Situação do exército
A disciplina no seio do exército russo havia decaído após a abdicação do czar Nicolau II. Em parte, a perda da disciplina deu-se por conta da desconfiança das tropas em relação a seus comandantes: a grande quantidade de baixas sofridas pelo exército russo e os fracassos militares ocorridos nos primeiros anos do conflito haviam desprestigiado os oficiais entre as tropas. Segundo Victor Chernov, líder socialista revolucionário, "quando tornou-se evidente para todos a incapacidade dos comandantes, os soldados passaram a insistir em discutir as ordens, o que minava as próprias bases do exército".

#### Composição do exército
A grande quantidade de baixas teve outra consequência fundamental: alterou profundamente a composição das forças armadas, tanto das tropas como das oficialidades. Ainda que os soldados continuassem sendo em sua maioria de origem camponesa, as últimas levas de 1916 haviam começado a incluir também homens de meia idade e os novos recrutas enviados à frente de combate recebiam uma instrução ainda menor do que a de seus predecessores. O recrutamento dos trabalhadores rurais, que forçava suas saídas do campo, agravava ainda mais a situação agrária da Rússia. A oficialidade, especialmente entre os escalões mais baixos, também havia mudado radicalmente durante a guerra: o grande número de baixas havia eliminado praticamente todos os antigos oficiais e eles acabaram sendo substituídos por novos com visões mais liberais do que as habituais entre os comandantes. Nas patentes inferiores à de capitão, quase todos os oficiais eram provenientes das academias para recrutas criadas durante a guerra, que exigiam apenas quatro anos de escolarização e quatro meses de serviço ativo para o ingresso, sendo que praticamente todos eles também provinham do campesinato ou das classes médias e baixas. Os oficiais do alto escalão queixavam-se da "atitude pouco marcial" dos jovens oficiais, ao mesmo tempo em que os reforços recebidos eram cada vez mais fracos. Além disso, muitos destes novos oficiais se opunham à ofensiva e consideravam que seu fracasso prejudicaria tanto o governo quanto o alto escalão do exército.

#### Mudanças dos comandos militares

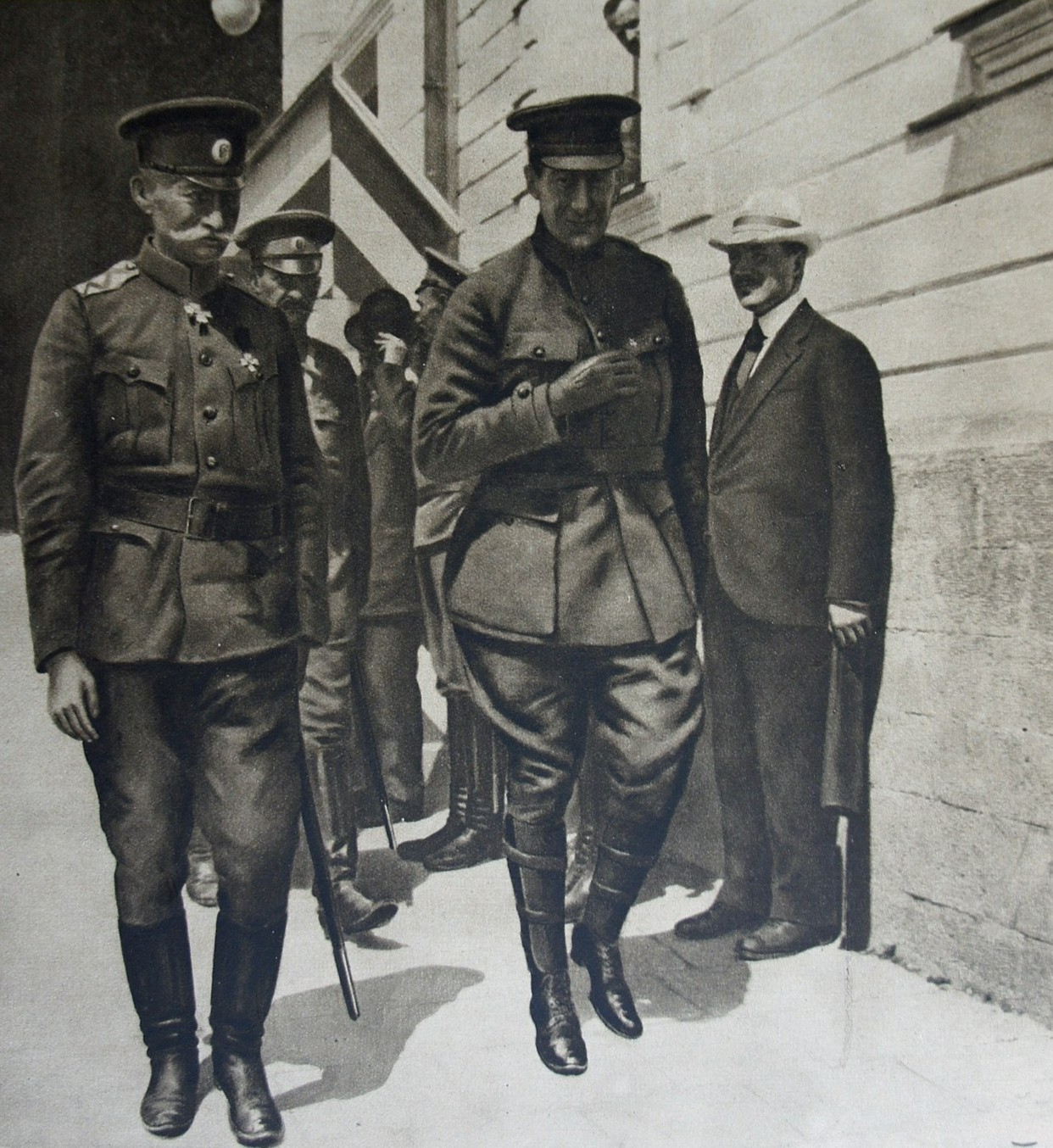
General Brusilov com o Ministro da Guerra Kerensky em 1917.

O comando das unidades havia sofrido profundas mudanças após a Revolução de Fevereiro, por conta da substituição de muitos generais e de vários oficiais terem mudado de uma unidade para a outra. Inclusive o Estado Maior havia passado por mudanças notáveis: em 22 de maio, Kerensky havia substituído Alekseyev por Brusilov, que até então havia comandado a frente sudoeste. Todos os comandantes das diversas frentes e muitos dos oficiais que controlavam distintos corpos do exército foram substituídos. Na frente sudoeste, considerada a de maior importância para a realização da ofensiva, o novo comandante, general A. E. Gutor, tomou o controle apenas três semanas antes do começo das operações. Os 7º e 11º exércitos também haviam recentemente trocado de comandantes, e no caso do último, em três ocasiões distintas. Toda a oficialidade dessas unidades havia sido nomeada nos três meses que precederam a campanha de verão. O mesmo ocorreu com o 8º Exército, que teria uma tarefa menor nos planos originais, porém acabou desempenhando um papel destacado por conta da direção de seu novo comandante, o general Lavr Kornilov, que tomou o comando da unidade em 12 de maio, substituindo Alexey Kaledin.
As mudanças dos comandos militares não afetaram unicamente a frente sudoeste: Anton Denikin tomou o comando da frente ocidental em 8 de junho, dez dias antes do começo das operações; o general Dragomirov substituiu Ruzski antes de ser ele mesmo substituído pelo general V. N. Klembovski na frente norte; e na frente romena, o general D. G. Shcherbachov substituiu V. V. Sajarov.

#### O moral das tropas
A Revolução de Fevereiro apenas reforçou a oposição à guerra entre os soldados. As esperanças de que a revolução traria melhores condições de vida foram se esvaecendo com a ausência de reformas e a continuidade da guerra. O descontentamento dos soldados com a guerra pode ser bem ilustrado com a seguinte carta enviada da frente de combate ao Soviete de Petrogrado:
Nós, soldados, nos sentamos nas trincheiras, entre a lama, onde dezenas de milhares morrem todos os dias, e ansiamos pela paz. Enquanto isso, vocês, os governantes do país, sedentos por sangue, não cansam de nos darem ordens para que sigamos combatendo até a vitória final. O que significa a liberdade para nós, se vocês desejam que continuemos combatendo e repetem os mesmos bordões do antigo governo? Isto não é a liberdade, isto é apenas uma nova grande guerra sangrenta e sem sentido que devora dezenas de milhões de inocentes e enterrará todas as criaturas vivas sem beneficiar a ninguém. Miliukov não escuta, nem Chkheidze, tampouco Kerensky...
Parece-nos que nosso único pequeno raio de esperança é Lenin, mas vocês o consideram um provocador. Bem, pois não é nem um provocador e nem um traidor. Deseja pôr um fim nessa maldita e sangrenta guerra sem sentido, porém vocês querem calá-lo e apagar o nosso bem vindo raio de luz. Se não houvesse Lenin, quem pensaria em nós? Nem Chkeidze, nem Miliukov, nem Keresnky, nem Skobelev o fariam...
Também nossos irmãos soldados que foram eleitos como representantes recitam o mesmo bordão sem sentido: "até a vitória final". Elegemo-nos porque prometeram antes de sua eleição que tentariam trazer a paz, mas eles deixaram as trincheiras e esqueceram de seus leais camaradas. Agora dizem: "Deixe-os morrer, enquanto nós, os delegados, sentamo-nos confortavelmente em nossos comitês". Que maneira de pensar! Assim, vocês somente estão perdendo o exército e condenando-o.
Vocês, deputados, não deveriam pensar que o que eu digo é mentira ou que um espião escreve esta carta. Não, quem escreve esta carta é um soldado das trincheiras, que vê e ouve em torno dele o sentimento de um exército que, como a atmosfera está carregada e os soldados não podem fazer outra coisa se não falar, está preste a se converter em um clamor universal: "Paz a qualquer custo!". Portanto, senhores delegados, vocês devem se dedicar com diligência à questão da paz, porque se não o fizerem agora, depois será tarde demais.
O desejo de paz refletiu-se não só nas confraternizações com o inimigo e nas petições ao Soviete de Petrogrado, mas também no aumento das deserções, ocorrido após a Revolução de Fevereiro. O número de soldados que diziam estar doentes também cresceu consideravelmente e muitos deles, deslocados para a retaguarda, nunca regressaram às suas unidades.
Apesar disto, vários oficiais e políticos, socialistas e não socialistas, se enganaram pensando que, uma vez eliminada a autocracia, as tropas formariam um novo exército revolucionário disposto a retomar com vigor as operações militares. A maioria dos comandantes, dos políticos e dos órgãos da imprensa favoráveis à realização da ofensiva de verão culpavam os bolcheviques pela agitação entre os soldados, quando na realidade ela apenas refletia a oposição dos combatentes em realizar novos ataques.

#### Democratização e disciplina
A Ordem Número 1 do Soviete de Petrogrado debilitou consideravelmente o poder dos oficiais, já que concedeu grande importância aos comitês de soldados, eleitos pelas tropas, garantindo os direitos civis destes e a obediência das ordens das comissões militares do governo à política do Soviete de Petrogrado. A ordem, uma tentativa de acabar com a situação degradante a qual os soldados estavam sujeitos sob o anterior código militar czarista, havia sido mal recebida pelo alto escalão militar russo, apesar das tentativas do novo Ministro da Defesa, Alexander Guchkov, de aplicá-la desde 5 de março. Quatro dias mais tarde, o ministro esclareceu a situação e expôs a clara a debilidade do governo e do soviete frente ao crítico general Alexeyev, chefe do Estado Maior, disposto a julgar sumariamente os revolucionários que estavam chegando à frente de combate para discursar para as tropas. Ante a confissão do ministro, que surpreendeu o general, este decidiu contemporizar e tentar influenciar os sovietes através do ingresso dos oficiais nos mesmos.
A abolição da pena de morte em 12 de março foi outro fator decisivo para debilitar a autoridade dos oficiais, bem como a presença de um grande número de agitadores revolucionários, especialmente de bolcheviques, que propagavam a ideia de que uma vitória na guerra seria inútil para os interesses dos soldados. As sublevações e os motins eram cada vez mais comuns na frente de combate, e muitos oficiais foram vítimas do crescente descontentamento dos soldados, o que, inclusive, resultou no assassinato de alguns comandantes. A Ordem Número 8 do Soviete de Petrogrado, conhecida como Declaração dos Direitos do Soldado, havia relaxado consideravelmente o código militar anterior e facilitado a deserção ao conceder aos soldados permissão para abandonar suas unidades quando não estivessem em serviço. Os oficiais haviam perdido também seu poder de aplicar medidas disciplinares — salvo em combate —, o que passou a ser competência dos comitês e tribunais militares eleitos. A decisão de dissolver as unidades mais rebeldes, aprovada legalmente em 30 de maio teve um efeito indesejado: a dissolução levava meses para ser levada a cabo e alguns soldados viram a insubordinação como um meio útil de se livrar do serviço na zona de combate.
O reforço das unidades tampouco foi fácil: ainda que entre maio e junho tenham sido enviadas a frente de combate mais de 1 845 companhias de 250 homens cada, isto representava apenas a metade das tropas solicitadas pelos comandantes das várias frentes e o número de deserções era cada vez maior. O envio de reforços teve graves repercussões na retaguarda: houve várias revoltas nas cidades da retaguarda, os soldados se radicalizaram e, em Petrogrado, onde a guarnição estava para ser mandada à frente de combate, muitos soldados perderam sua confiança nos socialistas moderados do soviete.
Muitas unidades de quase todas as frentes se mostravam relutantes em combater e várias delas tiveram de ser dissolvidas ou forçadas a ocupar as posições que haviam lhes sido designadas.

#### Situação da frente de combate
Depois da revolução, seguiram-se alguns meses de armistício na frente de combate e ocorreram confraternizações entre os soldados russos e os soldados das Potências Centrais, que tiveram o apoio dos comandantes alemães. O governo alemão temia que qualquer ofensiva de sua parte poderia interromper aquilo que era visto como uma desintegração do Império Russo. As ofensivas da Entente não foram muito divulgadas para não alarmar os russos. A infantaria russa, em geral, se mostrava favorável ao fim dos combates e ao armistício com as tropas inimigas, tendo a artilharia interferido em apenas algumas ocasiões.

#### Armamentos
O armamento das tropas russas nunca havia sido melhor, tanto pela chegada de material previamente encomendado quanto pela acumulação ocorrida durante os meses anteriores de poucos conflitos na frente de combate. Mesmo após uma interrupção dos pedidos de armamento por parte dos franceses, russos e britânicos, o aumento das entregas, por conta da chegada tardia do material acumulado para as frentes de combate, fez com que as unidades russas estivessem melhor armadas. Segundo o adido militar britânico, general Alfred Knox, na frente sudoeste os russos contavam com 1 000 canhões frente aos 500 do inimigo e Denikin, na frente ocidental, teria uma vantagem muito maior, com 900 canhões à disposição frente aos 300 das tropas inimigas. O armamento foi, de fato, o único aspecto com o qual os comandantes estavam satisfeitos antes da realização do ataque.

### Plano de ataque
Na região onde deveriam ser realizadas as principais operações, a frente sudoeste russa, os 7º, 8º e 11º exércitos deveriam se enfrentar com os 2º e 4º exércitos austríacos e com os "exércitos alemães do sul", além do 3º exército austríaco próximo do rio Dniestre.
As operações mais importantes deveriam ser levadas a cabo pelos 7º e 11º exércitos, que deveriam atacar ao longo de 45 km. O 11º exército deveria avançar ao longo da linha Zolochiv-Gliniani-Lviv; enquanto o 7º, a linha Berezhany-Bobrka-Lviv. O plano geral indicava que o 7º e o 11º exércitos deveriam cruzar o rio Zolotaya Lipa, tomar as linhas férreas e se dirigir à noroeste até Lviv, alvo principal da ofensiva.
Alguns dias após o começo do ataque principal, o 8º exército deveria se lançar ao sul da frente sudoeste. Sua XII corporação deveria tomar Aliche e Kalush e sua XVI corporação, alcançar o rio Lomnitsa, seguir rio abaixo e evitar o envio de reforços inimigos à zona do ataque principal.

### Apoio político e militar à ofensiva
O Governo Provisório Russo havia decidido cumprir com as obrigações que a Rússia havia assumido com as outras potências aliadas, que consistiam em prosseguir a guerra até a derrota das Potências Centrais; esta política governamental diminuía o moral das tropas russas, que já não desejavam mais combater. Enquanto os generais e as forças conservadoras do governo viam a revolução como um incentivo para os soldados seguirem combatendo até a vitória final, a esquerda a considerava como o início de uma mudança social, que deveria implicar, entre outras coisas, em um tratado de paz entre os países beligerantes.
Em 4 de março, o Soviete de Petrogrado expôs sua postura em relação à guerra em uma proclamação que defendia um tratado de paz imediato, sem anexações ou indenizações e rejeitando os objetivos de guerra dos czaristas, adotando uma espécie de defensismo revolucionário. Ciente da impopularidade da ofensiva entre os operários e soldados, o soviete acabou apoiando-a por considerá-la necessária para haver um avanço nas negociações de paz entre os Aliados, porém, mantiveram a prudência em suas declarações. Por fim, a maior parte das instituições, partidos políticos e comandantes militares apoiaram a ofensiva por conta dos seguintes motivos: supunha-se que uma vitória militar reforçaria a diplomacia russa e os esforços em favor da paz; a retomada das ofensivas por parte da Rússia deveria facilitar a concessão de créditos dos Aliados, necessários para evitar a bancarrota do país; os Aliados pressionavam cada vez mais a Rússia para que retomassem os combates para evitar a concentração das forças inimigas em outras frentes; e para os comandantes militares e políticos conservadores, as operações militares deveriam servir para restaurar a ordem no exército e na retaguarda, além de debilitar a esquerda política.
A maioria dos delegados do Soviete de Petrogrado, bem como do Primeiro Congresso Panrusso dos Sovietes de Operários e Soldados e do Primeiro Congresso dos Sovietes de Camponeses votou em favor da realização da ofensiva.Apenas uma minora de delegados — bolcheviques, mencheviques internacionalistas e socialistas revolucionários de esquerda — votaram contra. A oposição política à ofensiva reduzia-se aos grupos da esquerda radical, ainda minoritários, porém, tais grupos foram adquirindo maior popularidade entre os operários e soldados ante o apoio dos socialistas moderados à retomada das ações militares.

### Adiamento das operações e preparativos
O general francês Nivelle comunicou a Alexeyev que o começo da ofensiva anglo-francesa se daria em 26 de março e solicitou que os russos também realizassem uma ofensiva nessa data, porém o pedido foi negado, pois Alexeyev considerava que o exército russo ainda estava despreparado. Um relatório da situação política e militar da retaguarda enviada pelo ministro da defesa Alexander Guchkov alarmou Alexeyev e reafirmou sua convicção de que uma ofensiva no começo da primavera seria impossível. A avaliação de Guchkov da situação na retaguarda obrigava o adiamento das operações militares até julho, porém, Alexeyev temia a reação dos Aliados ao descumprimento por parte dos russos do acordo firmado em Petrogrado em fevereiro, que determinava que o país deveria participar de um ataque durante a primavera.
Alexeyev solicitou ao governo para que tentasse convencer os Aliados a adiar a ofensiva russa até julho, quando os reforços deveriam estar prontos para participar do ataque. Alexeyev também solicitou um relatório sobre o estado das tropas aos comandantes da frente de combate, cuja resposta demonstrou que eles também estavam convencidos de que o momento não seria adequado para realizar uma ofensiva. Em 5 de março, o Estado Maior propôs adiar por vários meses a ofensiva, para poder restaurar a ordem e a disciplina entre as unidades.

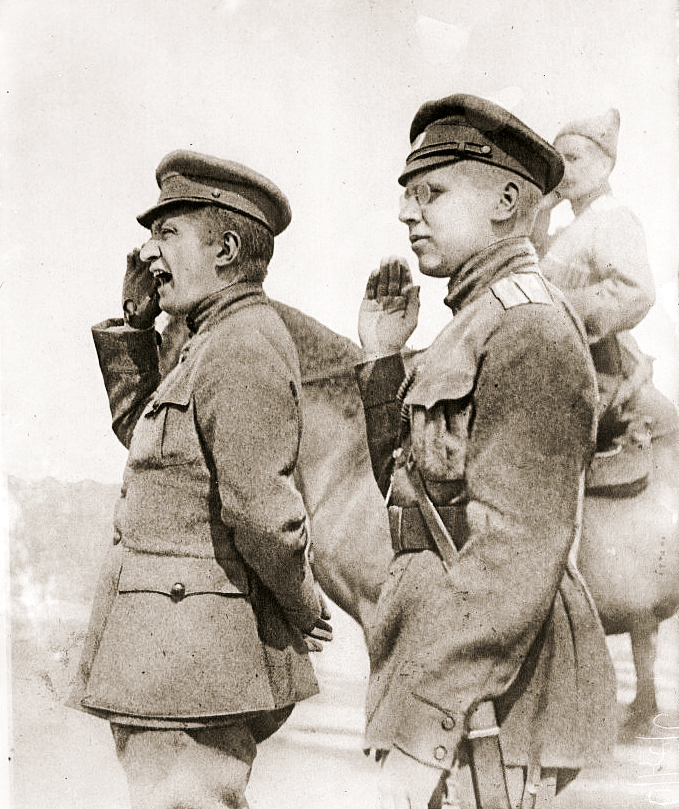
Kerensky, à esquerda, tentou motivar os soldados em visitas à frente de combate.

Em 5 de maio, o novo governo de coalizão entre socialistas moderados e liberais comunicava suas intenções de adotar as reivindicações do Soviete de Petrogrado (paz sem anexações), de realizar mais reformas democratizadoras no exército e, ao mesmo tempo, prepará-lo para uma futura ofensiva, única medida que agradou o alto escalão militar. Ainda que no final do mês de maio os comandantes tenham convencido os principais partidos da necessidade de atacar, as tropas mostravam-se descontentes. O novo ministro da defesa, Alexander Kerensky, tentou motivar os soldados com uma visita à frente de combate em 13 de maio, porém foi recebido com pouco entusiasmo. No dia seguinte, visitou os representantes das tropas das frente sudoeste reunidos em um congresso na sede do quartel general desta frente, em Kamianets-Podilskyi. Em seguida, continuou as visitas acompanhado de Brusilov, passando por Odessa, Sebastopol e pela frente norte, antes de voltar para a capital para o início das atividades do Primeiro Congresso dos Sovietes de Operários e Soldados. Apesar de não ter sido recebido com hostilidade, os discursos de Kerensky não tiveram qualquer impacto entre as tropas.
A tarefa de preparar as tropas para a ofensiva acabou recaindo para os comitês de soldados, a maioria de inclinação defensista. A postura adotada pelos soldados frente aos comitês foi hostil e eles passaram a seguir os radicais de esquerda, que em seus discursos diziam que a guerra era um conflito capitalista e que beneficiava somente as classes privilegiadas dos países beligerantes.

### Substituição de Alexeyev e últimos acontecimentos antes do ataque
Devido ao seu pessimismo frente à situação, o chefe do Estado Maior, Alexeyev, foi substiuído por Aleksei Brusilov em 22 de maio. Kerensky ainda substituiu quatro dos cinco comandantes na frente de combate.
Não obstante, Kerensky tinha a esperança de que uma vitória de seus soldados faria com que ele recuperasse o apoio popular, já que uma vitória poderia restaurar o ânimo das tropas russas, beneficiando deste modo o próprio governo provisório e demonstrando a eficácia do "exército mais democrático do mundo", como Kerensky denominava o exército russo. O ataque, que não mais coincidiria com as operações militares dos britânicos e franceses na frente ocidental, deveria mostrar aos Aliados a manutenção dos compromissos russos com a Tríplice Entente. As forças de direita, os socialistas moderados do Soviete de Petrogrado e os Aliados apoiavam a ofensiva, apesar de admitirem seu alto risco.
Kerensky solicitou o adiamento dos planos de Brusilov, que desejava começar a ofensiva em 12 de junho, para conseguir o apoio do Primeiro Congresso dos Sovietes, que aprovou a ofensiva no dia seguinte, apesar da forte oposição dos bolcheviques.  Obtido tal apoio, Kerensky partiu para o quartel general de Mogilev para estar junto ao Estado Maior durante a ofensiva. Em 12 de junho, chegou em Ternopil e assinou a ordem de ataque.

## Desenrolar da ofensiva

### Operações principais

Mapa com os principais movimentos das tropas russas e os contra-ataques das forças austro-germânicas.

Em 16 de junho, iniciou-se um intenso bombardeio das posições inimigas; Kerensky passou o dia visitando as unidades militares envolvidas na operação para tentar incentivá-las. As operações iniciaram na manhã de 18 de junho, com um ataque das tropas russas contra as forças austro-germânicas na Galícia, fazendo-as retroceder até Lviv. Nas operações militares, tomaram parte os 7º, 8º e 11º exércitos russos, que combateram os 2º e 7º exércitos austro-húngaros comandados por Felix Von Bothmer. No primeiro dia da ofensiva, os russos haviam conseguido capturar três linhas de fortificações, milhares de prisioneiros e ultrapassado a frente entre Zborov e Berezhany.
No dia seguinte, os russos haviam ultrapassado as linhas autro-húngaras e avançaram 60 km, superando as expectativas iniciais dos comandantes da operação. As tropas russas capturaram mais de dezoito mil prisioneiros, e tomaram vinte e nove canhões e várias fortificações. O 11º exército avançava até o seu primeiro objetivo, a região de Zolochiv.
A reação na capital foi de entusiasmo entre o governo, o soviete, a imprensa e as classes mais altas, porém totalmente hostil por parte dos operários e dos soldados da guarnição. Durante o primeiro dia da ofensiva, cerca de quatrocentos mil soldados e operários da capital realizaram uma manifestação demonstrando seu descontentamento, e os soldados da guarnição suspeitavam de que seriam enviados para a frente de combate. Também ocorreram manifestações do tipo em outras cidades. As tentativas de transferir algumas unidades da guarnição para a frente de combate desencadearam uma série de manifestações em Petrogrado, marcadas pelo descontentamento popular e nas quais se reivindicava o fim da guerra, a transferência do poder aos sovietes e a formação de um governo exclusivamente socialista.
O ataque do 7º exército russo foi dificultado por conta da orografia de Berezhany, onde densas florestas escondiam fortificações inimigas ao norte que nem os aviões e a artilharia russa podiam destruir. O 11º Exército deveria apoiar o 7º na captura de Berezhany atacando ao norte após capturar Koniuchy, porém parte dos soldados haviam embebedado-se com as bebidas abandonadas pelo inimigo em retirada e acabaram detidos por soldados alemães escondidos na floresta. Após três dias sem conflitos, os combatentes ao norte de Koniuchy retomaram as atividades em 23 de junho; após diversos enfrentamentos nas trincheiras, os reforços alemães conseguiram deter o 11º Exército russo. Após o confronto, o moral das tropas baixou e os soldados pareciam convencidos de que haviam cumprido o seu dever e que não deveriam seguir combatendo. A única reserva deste exército era o 1º Corpo de Guardas, que se negou a combater.
O 7º Exército não conseguiu avançar na região de Berezhany e algumas de suas unidades se negaram a fazê-lo; seu avanço se deteve já no segundo dia da ofensiva — em parte pelas complicações do terreno, em parte pela resistência dos inimigos, mas também pela apatia das tropas — e a partir de então lhe foi ordenado que simplesmente apoiasse as operações do 11º exército.
Apesar dos problemas enfrentados pelas tropas russas logo após o começo da campanha, algumas unidades seguiram avançando; o general Lavr Korlinov, comandante o 8º exército, saiu vitorioso em um ataque que teve início em 23 de junho e conseguiu romper as linhas inimigas dois dias mais tarde, capturando mais de sete mil prisioneiros. Em 27 de junho, o XII Corpo do 8º exército tomou Aliche e parte de suas tropas cruzaram o rio Dniestre. No dia seguinte, outra unidade capturou o quartel do 3º exército austríaco, localizado em Kalush. Os soldados cometeram uma série de atrocidades contra a população civil da região e uma unidade de cossacos teve de ser enviada ao frente para repelir um contra-ataque alemão. Tanto o XII como o XVI corpos do 8º Exército alcançaram o rio Lomnitsa e se prepararam para um contra-ataque. Condições climáticas desfavoráveis e a chegada de reforços alemães detiveram o avanço do 8º Exército russo.

### Operações secundárias
As operações de apoio aos ataques principais fracassaram completamente. Na frente norte, quatro das seis divisões do 5º Exército designadas para as operações se negaram a combater. Uma delas atacou duas linhas inimigas antes de regressar a sua posição inicial, outra foi obrigada a colocar-se em posição na frente de combate e realizou uma série de escaramuças contra suas próprias linhas; uma terceira se negou a combater e impediu a participação de outras unidades. As unidades do 12º Exército, posicionadas na mesma frente, sequer avançaram.
Ao sul, na frente ocidental, a situação era parecida: as unidades se negaram a avançar. O 10º Exército havia perdido no dia anterior 12 200 homens em uma ação preliminar e se negou a seguir participando da ofensiva; o comandante do 2º exército não confiava em nenhuma de suas unidades e o comandante do 3º Exército deixou claro que suas unidades apenas realizariam operações defensivas. Apesar desta situação, Denikin ordenou um ataque em 7 de julho com tropas de choque, voluntários e alguns regimentos disciplinados e houve avanços até que as reservas alemãs. A falta de reforços por parte das outras unidades russas impediram seu avanço. A superioridade do exército russo em números e armamento não surtiu qualquer efeito durante as operações.
No momento em que o ataque à frente romena iniciou-se em 10 de julho, a operação serviu apenas para cobrir a retirada das tropas da frente sudeste, que três dias antes já retrocedia. Apesar da necessidade de consultar os comitês das unidades para poder iniciar o ataque, o que impedia que as operações fossem simultâneas com as de outras frentes, as forças russas e romenas conseguiram avançar 20 km e capturar mais de cem peças de artilharia antes que Kerensky desse a ordem para cessar o ataque três dias após a retirada das tropas da frente sudoeste.

### Contra-ataque das Potências Centrais
Após alguns êxitos iniciais na campanha, as operações militares começaram a enfrentar problemas com as revoltas e as recusas em participar no combate por parte dos soldados russos, assim como com a chegada dos reforços alemães e o mau planejamento do Estado Maior. Brusilov, que havia planejado ataques secundários em outras áreas da frente de combate, teve de adiar repetidamente tais operações por conta da oposição das tropas em tomar parte da ofensiva. O avanço da ofensiva foi interrompido em 2 de julho.
No dia 6 de julho, as forças austro-germânicas desencadearam seu contra-ataque. Enquanto os três exércitos da frente sudoeste reagrupavam-se para aproveitar o avanço dos 8º e 11º exércitos russos, os alemães, apesar de estarem em inferioridade numérica, atacaram o 11º Exército russo, obrigando-o a retroceder. A retirada de um regimento e a impossibilidade de substituí-lo por conta da insubordinação das unidades militares precipitou a retirada do 11º Exército. As 58 329 baixas sofridas até então haviam afetado principalmente as tropas mais leais aos comandantes do exército, o que impediu o envio de reforços e resultou em uma desordem na frente sudoeste. As ordens de combate eram debatidas entre as unidades e acabavam sendo rejeitadas. A retirada do 11º Exército russo ao rio Seret obrigou o reagrupamento do 7º Exército, que ficou exposto e foi obrigado a retroceder sob o ataque de três companhias de metralhadoras alemãs. Logo o 8º Exército russo também foi obrigado a retirar-se; durante a sua retirada, os russos cometeram diversas atrocidades contra a população civil. O ataque das Potências Centrais fez com que os russos se retirassem para Ternopil.
Encontrando pouca resistência por parte das tropas russas, os soldados das Potências Centrais avançaram da Galícia e da Ucrânia até o rio Zbruch. As linhas russas foram ultrapassadas em 8 de julho, e no dia 11, os russos haviam retrocedido 240 km. Os ataques posteriores em outras zonas da frente de combate por parte das unidades russas foram inúteis. Em 7 de julho, Kornilov havia obtido o controle de todas as tropas da frente sudeste graças ao seu desempenho no comando do 8º exército durante a ofensiva.
Os franceses e os britânicos desencadearam uma ofensiva tarde demais para influenciar decisivamente as operações russas.

## Consequências
O Governo Provisório Russo foi seriamente prejudicado pelo catastrófico resultado da ofensiva. Longe de reforçar o moral do exército russo e de ajudar a fortalecer o governo provisório, a ofensiva provou que o moral do exército russo era extremamente baixo, e nenhum de seus generais poderia contar que os soldados sob seu comando executassem as ordens dadas. A confiança das tropas ante seus comandantes piorou mesmo entre as tropas mais leais e disciplinadas após as baixas ocorridas na ofensiva. Onde não haviam se desagregado, as unidades militares na frente de combate permaneciam como pequenos agrupamentos incapazes de deter o avanço inimigo.
No exército, a desorganização das tropas e as atrocidades cometidas contra os civis fizeram com que os comandantes solicitassem a restauração da pena de morte. Ante as queixas dos comandantes e os informes dos próprios comissários do governo e dos comitês militares, Kerensky restaurou a pena de morte e a censura na frente de combate, com o respaldo do Soviete de Petrogrado. Os direitos adquiridos com a Ordem Número 8 haviam sido praticamente revogados, o que aumentou o descontentamento dos soldados com o governo e com os socialistas moderados que controlavam o soviete. Após a ofensiva, a disciplina entre as tropas havia praticamente desaparecido e o número de deserções aumentou significativamente.
Na reunião entre Kerensky e os comandantes do exército ocorrida em 16 de julho para avaliar a situação, estes criticaram duramente as medidas adotadas pelo governo desde a Revolução de Fevereiro e atribuíram a elas o fracasso da ofensiva. Após a reunião, Kerensky nomeou Kornilov como chefe do Estado Maior, substituindo Brusilov.
As esperanças de uma vitória que pudesse ter permitido um avanço nas negociações de paz a partir de uma posição de prestígio se esvaeceram. Os Aliados deixaram de consultar os russos para tomar decisões sobre a guerra. Nenhum representante russo foi convidado para a reunião dos Aliados ocorrida em Londres no mês de julho e somente quando o embaixador russo soube da convocatória pôde ir precipitadamente ao encontro e participar junto à delegação francesa.
A ofensiva resultou em uma polarização na política russa. Entre as classes médias e altas, o fracasso da ofensiva levou a uma radicalização à direita que culminou no golpe de Kornilov no final do verão. Entre os soldados e operários, a radicalização deu-se ao extremo oposto: os socialistas revolucionários de esquerda e os bolcheviques passaram a receber um apoio cada vez maior entre as tropas e nas fábricas. Aos poucos, tais grupos foram obtendo maioria nos sovietes.